# Akyar, Osmaniye
Akyar là một xã thuộc huyện Osmaniye, tỉnh Osmaniye, Thổ Nhĩ Kỳ. Dân số thời điểm năm 2010 là 2011 người.